# Bulega
L'Urega (Bulega) est un ancien territoire (circonscription administrative de l'époque venant après le district et la province) du Congo belge, issu de l'ancien district de Lowa (1911-1926) dans la Province orientale, qui est à l'Est de la rivière Lwalaba, entre le Lwalaba et les monts Mitumba à l'Ouest des lacs Kivu et Tanganyika et comprend les bassins des rivières Ulindi, Elila et Lowa supérieur.  L'Urega (Bulega) est une entité historique, culturelle et linguistique de la République démocratique du Congo. Lors de la crise congolaise, en 1961 pour éviter le risque d'explosion de la province du Kivu, l'assemblée provinciale approuva la décision du gouverneur Miruho sur l'organisation administrative de la province du Kivu, qui créa sept districts à la place de trois qui existaient. Les territoires de l'Urega (Bulega) (Pangi, Shabunda, Walikale et Mwenga) furent regroupés pour former le nouveau district d'Elila. 

## Histoire
Le Bulega est le pays du peuple Lega ou Balega qui est une portion de la population congolaise dont le territoire est devenu partie intégrante du territoire national de la République démocratique du Congo. Le nom Bulega est attribué à deux régions distinctes en Afrique équatoriale. Il existe le Bulega du Nil blanc supérieur et le Bulega du moyen Lwalaba. Le Bulega du Nil blanc supérieur est le Bulega ancien ou antique avant l'invasion de Bacwezi au début du deuxième millénaire. Le Bulega du moyen Lwalaba est une région située entre le Lwalaba et les monts Mitumba à l'Ouest des lacs Kivu et Tanganyika, les bassins des rivières Ulindi, Elila et Lowa supérieur, où les Balega sont implantés à partir des XVe et XVIe siècles. Le Bulega et les Balega sont considérés comme une composante de la culture du moyen Lwalaba avec les Babembe, Bakwame, Basongola, Balengola, Bene-Metoko, Bakumu.

### La traite arabe (1860-1885)
Les routes de caravanes esclavagistes 
- La route du Sud : Nyangwe - Kasongo - Wamaza - Kalole - Itula - Itutu (Mubumbi)
- La route du centre : Nyangwe - Fundi-Sadi - Misisi - Shabunda - Mulungu - Kakamba (Isopo)
- La route du Nord : Nyangwe - Lowa - Kikunda - Kandeke - Osokari - Walikale

### La colonisation (1885-1960)

#### Domaines et concessions des compagnies

##### Le Bulega dans le « domaine CFL »
Au début du XXe siècle, le roi Léopold II fit appel à son concours pour mettre à exécution un projet de chemins de fer dans l’Est de l’État indépendant, afin de mieux occuper ces régions et de les relier au Bas-Congo par de bonnes voies de communication. L'histoire de l'exploitation coloniale du Bulega est liée à l'histoire d'une société commerciale belge, le Groupe Empain. Le Groupe Empain constitue un ensemble informel de sociétés créées à l’initiative du baron Édouard Empain (1852-1929), dans les secteurs des transports et de l’électricité essentiellement, mais aussi dans ceux de la construction électrique, de l’extraction minière, de l’immobilier… La convention entre le roi Léopold II et le Groupe Empain de 1902 créa la compagnie à charte, la Compagnie des Chemins de Fer du Congo supérieur aux Grands Lacs africains, en abrégé C.F.L., et le Groupe Empain la dotait d’un capital de 25 millions. La Compagnie CFL devait construire deux chemins de fer, l’un reliant « le fleuve Congo en aval et en amont de Stanleyville au lac Albert », l’autre « le fleuve Congo en aval et en amont de Nyangwe au lac Tanganyika ». En contrepartie de la construction de son réseau ferroviaire, la Compagnie CFL a reçu le monopole sur un domaine foncier, forestier et  minier. C'est toute province Orientale d'alors qui constituait le domaine de la Compagnie CFL. Le territoire du pays Lega, le Bulega, sous l'administration de l'EIC se retrouve dans le district d'abord puis dans la province Orientale et dans le domaine de la Compagnie C.F.L.   
En 1923, une filiale de la Compagnie CFL est créée, sous le nom la Compagnie minière des Grands-Lacs, en abrégé MGL, pour mettre en exploitation le domaine de la Compagnie CFL. Son capital social sera porté en 1927 à 20 millions. La direction générale était installée à Goma et les exploitations étaient groupées en trois directions : le Nord (Butembo), le Centre (Kabunga) et le Sud (Kamituga). C’est le plus souvent dans des régions très tourmentées, couvertes de forêts denses, que se trouvaient les exploitations, encore principalement alluvionnaires, mais déjà en partie filoniennes. Pour pénétrer dans cette nature sauvage, MGL a dû construire plus de 1 700 kilomètres de routes.

##### Le Bulega dans le "domaine CNKI"
Le décret royal du 13 janvier 1928 créa une troisième compagnie à charte, le Comité national du Kivu (CNKI) et qui accordait le monopole foncier, forestier et minier sur un vaste territoire dit « domaine CNKI. » 
Le territoire du pays Lega, le Bulega, sous l'administration coloniale belge se retrouve dans la province Orientale mais divisé en deux domaines de deux compagnies à charte: le domaine CFL"  et le domaine "CNKI". En 1929, le domaine CFL fut soumis au régime de la prospection publique et sa gestion fut confiée à un comité minier composé de représentants de la Colonie et des CFL. 

##### Le Bulega au temps des compagnies concessionnaires
Le domaine minier des CFL sera divisé en plusieurs morceaux distribués à plusieurs compagnies concessionnaires :  
- COBELMIN (Compagnie belge d'entreprises minières) : le groupe Empain et la Société minière de la Tele créèrent une société minière COBEMIN en 1931, au capital de 5 millions. Cette société assurait les travaux de prospection et d’exploitation pour le compte de plusieurs sociétés qui avaient obtenu des concessions dans le domaine minier des CFL ouvert à la prospection libre. La COBELMIN était l’entrepreneur commun des sociétés MINERGA, MILUBA, KINORETAIN, KUNDAMINES et PHIBRAKI 
  - MINERGA (Compagnie minière de l’Urega) : Société concessionnaire créée grâce à l’intervention de la société MGL en 1933 et dont les gisements, situés dans le domaine minier des C.F.L., sont exploités par COBELMIN.
  - MILUBA (Société minière du Lualaba) : Société concessionnaire formée en 1932 en association avec la société Belgika et dont les gisements, situés dans le domaine minier des CFL, sont également exploités par COBELMIN.
  - KINORETAIN (Mines d'or et d'étain de Kindu)
  - KUNDAMINES (Compagnie minière de l’Urega)
  - HIBRAKI (Compagnie minière de l’Urega)

- KIVUMINES : KIVUMINES (1935)
- SYMETAIN (Syndicat des mines d'étain) : SYMETAIN (1938)

Avec l'organisation administrative de 1933, le territoire du pays Lega, le Bulega, se retrouve dans la province du Kivu mais divisé en deux domaines de deux compagnies à charte et saucissonné en petits morceaux appartenant à plusieurs compagnies concessionnaires. 

#### Les compagnies concessionnaires et l'organisation administrative coloniale
En date du 31 mai 1974, une convention minière entre la République du Zaïre et les sociétés minières COBELMIN-ZAÏRE, KINORETAIN, KUNDAMINES, MILUBA, MINERGA et MGL fut conclue en vue de la création d’une société ayant pour objet la gestion des droits de recherche et d’exploitation attribués aux sociétés contractantes.  En date du 13 février 1976, cette convention fut approuvée par l’ordonnance n° 76-019 du 13 février 1976. Le 25 mars 1976, la SOMINKI SPRL issue de la fusion des sociétés (COBELMINZAÏRE, KINORETAIN, KUNDAMINES, MILUBA, MINERGA et MGL) a été constituée conformément aux lois en vigueur en République du Zaïre, la convention minière du 31 mai 1974, avec les avenants d’adhésion des sociétés SYMETAIN, KIVU-MINES et PHIBRAKI.

## Villes et populations
Les principales villes du Bulega sont Kamituga (239 000 habitants), Shabunda (140 000 habitants), Kalima (115 000 habitants), Lugushwa (86 000 habitants), Mwenga (68 000 habitants), Lulingu-Tshionka (62 000 habitants).